# آباد چهل‌تن
آباد چهل‌تن، روستایی در دهستان روداب غربی بخش بروات شهرستان بم در استان کرمان ایران است.

## جمعیت
بر پایه سرشماری عمومی نفوس و مسکن در سال ۱۳۹۵، جمعیت این روستا برابر با ۲۲۵ نفر (۵۵ خانوار) بوده‌است.